# Лос-Вальдекольменас
Лос-Вальдекольменас (ісп. Los Valdecolmenas) — муніципалітет в Іспанії, у складі автономної спільноти Кастилія-Ла-Манча, у провінції Куенка. Населення — 99 осіб (2010).
Муніципалітет розташований на відстані близько 110 км на схід від Мадрида, 31 км на захід від Куенки.
На території муніципалітету розташовані такі населені пункти: (дані про населення за 2010 рік)
- Вальдекольменас-де-Абахо: 61 особа
- Вальдекольменас-де-Арріба: 38 осіб

## Демографія
Динаміка населення (INE ):